# 貝克鎮區 (印地安納州摩根縣)
貝克鎮區（英語：Baker Township）是位於美國印地安納州摩根縣的一個行政鎮區。

## 地方資料
根據2010年美國人口普查的數據，貝克鎮區的面積為40.60平方千米，當中陸地面積為39.90平方千米，而水域面積為0.70平方千米。當地共有人口1720人，而人口密度為每平方千米42.36人。